# Jean-Hugues Anglade
Jean-Hugues Anglade (ur. 29 lipca 1955 w Thouars) – francuski aktor, reżyser i scenarzysta filmowy i telewizyjny.

## Życiorys

### Wczesne lata
Urodził się w Thouars, w regionie Poitou-Charentes, w departamencie Deux-Sèvres, we Francji, jako syn pracownicy socjalnej i weterynarza, w wieku 15 lat został aresztowany za kradzież czekolady. W latach 1975–1980 studiował w Conservatoire National Supérieur d’Art Dramatique w Paryżu pod kierunkiem Antoine’a Viteza.

### Kariera
Po występie w telekomedii Urodzeni komicy (Un comique né, 1977) zadebiutował na dużym ekranie u boku Jeana Rocheforta i Jean-Pierre’a Marielle w filmie Niedyskrecja (L’Indiscrétion, 1982). Jego pierwszą wiodącą rolą była postać nastoletniego geja Henriego, który cierpi katusze przez odkrycie własnego homoseksualizmu, nawiązuje związek z napotykanym przy stacji kolejowej drobnym przestępcą, którego zabija w chwili namiętności w dramacie kryminalnym Patrice’a Chéreau Mężczyzna zraniony (L’Homme blessé, 1983). Za tę rolę zdobył po raz pierwszy nominację do nagrody Cezara.
Kolejne nominacje do nagrody Cezara przyniosły mu role: jako wrotkarz w melodramacie kryminalnym Luca Bessona Metro (Subway, 1985) z Isabelle Adjani i Christopherem Lambertem, w roli początkującego pisarza uwikłanego w obsesyjny romans z kelnerką (Béatrice Dalle) w melodramacie Jean-Jacques’a Beineix Betty Blue (37°2 le matin, 1986), w podwójnej roli jako Rossignol i jego zaginiony przyjaciel Xavier, którego na próżno poszukuje w Indiach w dramacie psychologicznym Indyjski nokturn (Nocturne indien, 1989) oraz w roli bezwzględnego wydawcy Vincenta Graneca w dramacie Nelly i pan Arnaud (Nelly & Monsieur Arnaud, 1995) z Emmanuelle Béart i Michelem Serrault.
W 1987 roku został uhonorowany nagrodą im. Jeana Gabina. Nagrodę Cezara otrzymał za kreację króla Francji Karola IX de Valois w filmie historycznym Patrice’a Chéreau Królowa Margot (La Reine Margot, 1994) z udziałem Isabelle Adjani, Daniela Auteuil, Vincenta Péreza, Virny Lisi, Asi Argento i Thomasa Kretschmanna.

## Życie prywatne
Spotykał się z urodzoną w Indiach Pamelą Soo (1992), która wystąpiła w jego filmie Tonka (1992), do którego napisał także scenariusz. Jednak film został chłodno przyjęty przez krytykę. Z nieformalnych związków ma syna Pierre-Louisa (ur. 2001) i córkę Emile (ur. 2002).
21 sierpnia 2015 znajdował się w pociągu Thalys relacji Amsterdam-Paryż, w którym doszło do aktu terrorystycznego. Był osobą, która zaciągnęłą hamulec ręczny i zatrzymała pociąg. Zbijając gołą ręką szybkę osłony hamulca, doznał sam niegroźnych obrażeń.

## Filmografia
- 1977: Urodzeni komicy (Un comique né, TV)
- 1982: Niedyskrecja (L’Indiscrétion) jako Jean-François
- 1983: Mężczyzna zraniony (L’Homme blessé) jako Henri
- 1984: Przekątna gońca (La Diagonale du fou) jako Miller, l’équipe de Fromm
- 1985: Metro (Subway) jako wrotkarz
- 1986: Betty Blue (37°2 le matin) jako Zorg
- 1987: Chora z miłości (Maladie d’amour) jako Clément Potrel
- 1989: Indyjski nokturn (Nocturne indien) jako Rossignol/Xavier
- 1990: Nikita (La Femme Nikita) jako Marco
- 1993: Świstaki (Les Marmottes) jako Stéphane
- 1993: Lata dzieciństwa (Jona che visse nella balena) jako ojciec
- 1994: Leon zawodowiec (nie wymieniony w czołówce)
- 1994: Królowa Margot (La Reine Margot) jako Karol IX
- 1994: Napad (Killing Zoe) jako Eric
- 1995: Powiedz mi tak (Dis-moi oui...) jako Stéphane
- 1995: Nelly i pan Arnaud (Nelly & Monsieur Arnaud) jako Vincent Granec
- 1996: Maksimum ryzyka (Maximum Risk) jako Sebastien Thirry
- 1996: Powinowactwa z wyboru (Le Affinita elettive) jako Edoardo
- 1996: Kłamcy (Les Menteurs) jako Zac
- 2000: Niewinni (Dark Summer) jako Gerard Huxley
- 2000: Księżniczki (Princesses) jako Simon
- 2000: Naprzeciwko (En face) jako Jean
- 2001: Śmiertelny układ (Mortel transfert) jako Michel Durand
- 2002: Zimny pot (Sueurs) jako Harvey
- 2002: Rodzina Soprano (The Sopranos, serial) jako Jean-Philippe Colbert
- 2003: Twoje ręce na moich biodrach (Laisse tes mains sur mes hanches) jako Jérôme
- 2004: Złodziej życia (Taking Lives) jako Duval
- 2005: Rocznica (L’Anniversaire) jako Alberto
- 2007: Fata Morgana jako nieznajomy
- 2009: Zagubieni w miłości (Persécution) jako Wykolejeniec